# Дубовской, Александр Иванович
Александр Иванович Дубовской (род. 1 августа 1941) — советский хоккеист, вратарь. Мастер спорта СССР (1963) (лишён звания в ноябре 1963 года).

## Биография
Играл за команды «Локомотив» Москва (1960/61), СКА Калинин (1961/62 — 1964/64), «Крылья Советов» (1964/65 — 1965/66), «Станкостроитель» Рязань (1966/67 — 1967/68), «Текстильщик» Павловский Посад (1968/69).